# Шапошникове (Єнакієвська міська громада)
Ша́пошникове — село Єнакієвської міської громади Горлівського району Донецької області, Україна. Населення становить 27 осіб.

## Географія
Село розташоване на річці під назвою Булавинка. Відстань до райцентру становить близько 5 км і проходить автошляхом місцевого значення. 
Сусідні населені пункти: північному сході, сході - місто Єнакієве, Авіловка (вище за течією Булавинки); півночі - Старопетрівське, Софіївка; заході - Щебенка (нижче за течією Булавинки), Корсунь; південному заході - Новоселівка, Новомар'ївка, Верхня Кринка; півдні - Тихе, Верхня Кринка (Макіївська міська громада); південному сході - Розівка.
У Донецькій області є однойменний населений пункт - село Шапошникове в сусідній Шахтарській міській громаді.

## Населення
За даними перепису 2001 року населення села становило 27 осіб, із них 25,93% зазначили рідною мову українську, 74,07% — російську